# Христо Статев
Христо Статев (болг. Христо Статев Попов; нар. 27 листопада 1887, Русе — пом. 1 вересня 1967, Рим) — болгарський політик, сподвижник Александра Цанкова.

## Біографія
Народився 27 листопада 1887 в Русе. У 1908 році закінчив гімназію в рідному місті. Працював редактором газети Народної партії болг. «Реч», а у 1913 редактором газети Народної партії «Воля».
У 1913 році закінчив Софійський університет. Брав участь у Першій Балканській та Першії світовій війнах. З 1914 року — член Центрального бюро Народної партії, а в 1923 році перейшов до Демократичного союзу. У період 1923-1944 був депутатом ХХІ, ХХІІ, ХХІІІ, XXV Народних зборів. У 1931 році створює журнал болг. «Нова мисъл» з націоналістичним ухилом. У 1931 близько місяця займав посаду міністра сільського господарства. Був членом Національного комітету Болгарської федерації спорту.
У 1944 емігрував до Відня, де став міністром освіти і пропаганди так званого Болгарського уряду у вигнанні Александра Цанкова. У 1950 році очолив емігрантську організацію Болгарський національний фронт.
Заочно засуджений до смерті Народним судом, а в 1996 році був реабілітований Верховним судом за рішенням № 172.
Помер 1 вересня 1967 у Римі.